# Henriette-Julie de Castelnau de Murat
Henriette-Julie de Castelnau, condesa de Murat, también llamada Madame de Murat, nació en Brest en 1670 y murió el 29 de septiembre de 1716 en el castillo de la Buzardière. Fue una novelista, escritora de cuentos e intelectual francesa.
Participó activamente, con unas perfeccionadas dotes literarias y con profunda originalidad, en la moda de los cuentos de hadas que surgió en 1690 con la publicación del cuento sin título integrado en la primera novela exitosa de Marie-Catherine d’Aulnoy: Histoire d'Hypolite, comte de Duglas y que continúa hasta finales del siglo XVIII.
Como autora que reivindicaba la creación de sus cuentos, que intervenía directamente en el relato como narradora, que manejaba las leyes del género sabiendo cómo manipularlas para poder emanciparse y habiendo encontrado un medio interesante para poder expresar sus percepciones del amor en tono bromista, la famosa escritora de cuentos Henriette-Julie de Castelnau de Murat merece sin duda un redescubrimiento que deleitará a todos los públicos.

## Biografía

### De linaje noble
Proveniente de la nobleza de espada, Henriette-Julie nació de la unión del marqués Michel de Castelnau, gobernador de Brest e hijo del ilustre mariscal de Francia Jacques de Castelnau, y de Luisse-Marie Foucault de Daugnon, hija del mariscal francés Louis de Foucault de Saint-Germain Beaupré.
El 2 de diciembre de 1672, su padre fallece debido a la herida recibida durante un ataque de las tropas reales cerca de Utrecht durante el primer año de la Guerra de Holanda. Su joven hija, que entonces tenía dos años de edad, hereda el marquesado de Castelnau. A partir de este momento, la huella de la juventud de Henriette-Julie desaparece del mapa.

### La condesa de Murat: una tertuliana escandalosa, obscena y derrochadora entre Versalles y París
Contrariamente a lo que dice la leyenda, su matrimonio con Nicolas de Murat, coronel de un regimiento de infantería del rey, no tuvo lugar en 1686. De hecho, fue en ese año cuando este se casó con una de sus primas natural de una baronía del Gévaudan, Marie de la Tour d’Apchier, pero se quedó viudo dos años después.
No fue entonces hasta el año 1691, con 21 años, cuando Henriette-Julie de Castelnau se casó con Nicolas de Murat, señor de Varillettes y conde de Gibertès. 
Según sus memorias, este matrimonio se produjo en circunstancias rocambolescas. Ella cuenta que se disponía a tomar el hábito con la intención de hacer regresar al marqués de Blossac, sobre el cual había intentado ejercer su poder como mujer. Pero, al mismo tiempo, su “padre”, probablemente el nuevo compañero de su madre, le anunció su matrimonio con un hombre que él había elegido, y por eso la necesidad de que la secuestraran. Pensó que era una treta galante de Blossac y aceptó, pero en el momento del secuestro, tres hombres se apoderaron de ella. Se trataba de un engaño de su “padre” para ponerla en manos de su marido, quien se escondía entre los tres hombres: Nicolas de Murat.
Un año después de su unión, nace su primer y único hijo, César de Murat. Pero, rápidamente, su marido se revela como un hombre tan depravado y maltratador que Henriette-Julie se decide a dejarlo. En consecuencia, su reputación se verá rápidamente comprometida.
Sola o con su hijo, se instala en París, donde lleva una vida mundana, agitada y literaria. Por esa época, Henriette-Julie frecuenta el salón de la marquesa de Lambert, abierto en 1692 y situado en el centro de la capital, en la calle de Richelieu. Allí, se mezcla con lo más selecto de la novela femenina de la época: Marie-Catherine d'Aulnoy, a la cual aprecia mucho, Catherine Bernard y su prima Charlotte-Rose de Caumont La Force.
Es en este universo mundano evolucionando entre París y Versalles donde la moda de los cuentos de hadas emergerá y Henriette-Julie, incitada por Marie-Catherine d'Aulnoy, va a iniciarse con gran éxito. 
Publica les Contes de fées (Cuentos de hadas) et Les Nouveaux Contes de Fées (Los nuevos cuentos de hadas) en 1698, después las Histoires sublimes et allégoriques (Historias sublimes y alegóricas) y Voyage de campagne (Viaje campestre) en 1699.
En este periodo, la vida de Henriette-Julie es una novela rocambolesca, marcada por los escándalos que suscitan indignación en la corte: Louis XIV es un dirigente homófobo. Los informes del teniente general de policía Marc-René de Voyer De Paulmy d'Argenson, emitidos entre 1698 y 1702, explicitan sus prácticas impías: libertinaje y lesbianismo. 
Convertida en persona non grata en la corte, debe alejarse de París. Pero, arruinada, sus dificultades financieras le hicieron perder el marquesado de Castelnau, que fue vendido a Claude Forcadel en 1699. Sin domicilio, la condesa se dirige en 1700 a la antigua región de Lemosín, probablemente a la casa de su amante Madame de Nantiat. 

### Exilio en Loches por su depravación y lesbianismo
Inicialmente, una leyenda hizo creer que Henriette-Julie se habría exiliado en Loches por requerimiento arbitrario de Madame de Maintenon, quien la acusaba de haber colaborado en una calumnia ofensiva contra la corte de Louis XIV.
Sea cual sea su implicación en esta controversia, parece que este exilio, sin duda debido exclusivamente a sus andanzas indignas de su estatus, no será efectivo hasta ocho años más tarde.
A pesar de que es tratada con amabilidad y se le permite pasear por los terrenos del castillo, ella solo piensa en recuperar su libertad. Envía a Pontchartrain una carta falsa de su marido pidiendo su liberación. Sin embargo, Nicolas de Murat, retirado en sus feudos de Saint-Flour, no quiere oír hablar de ello. Al no funcionar la trampa, y según un acta del 14 de marzo de 1706, intenta fugarse, pero fracasa.
Por su impertinente conducta, es trasladada en 1707 a la prisión del castillo de Saumur y después a la del castillo de Angers. Más tarde ese mismo año, es llevada a Loches donde, aunque vigilada, frecuenta la alta sociedad. Finalmente, dirigiéndose al duque Felipe de Orleans a través de su nueva amante Marguerite Le Fèvre de Caumartin, marquesa de Argenson, obtiene la orden de libertad condicional firmada por el conde de Pontchartrain.

### Una muerte en silencio
Los siete años de prisión de la condesa silenciaron su pluma. Una vez liberada comienza a escribir de nuevo, pero sus obras no obtienen un gran éxito: l’Histoire de la courtisane Rhodope (Historia de la cortesana Rhodope) se publica en 1708 y las Histoires galantes des habitants de Loches (Historias galantes de los habitantes de Loches) en 1709. Su última obra será publicada en 1710: Les Lutins du château de Kernosv (Los elfos del castillo de Kernosv).
Sufriendo de cólicos nefríticos, la condesa de Murat decide desaparecer a pesar de que el duque Felipe de Orleans, convertido en regente del reino, le había concedido la libertad completa.
Henriette-Julie muere poco después, el 29 de septiembre de 1716 en el castillo de la Buzardière.

## Su producción literaria
Henriette-Julie de Castelnau de Murat se sitúa en plena moda de la literatura de cuentos de hadas que surge a finales del siglo XVII. Toda la élite intelectual de la alta sociedad entra en el juego por un fenómeno de emulación. Entre ellos destacan Marie-Jeanne L’Héritier de Villandon, Charlotte-Rose de Caumont La Force, Catherine Bernard, Jean de Préchac, Fénelon, la rebelde Marie-Catherine d’Aulnoy y Charles Perrault, el más famoso hoy en día.

### Las fuentes de sus temas

#### La indiferencia hacia el folclore
El folclore, a menudo muy presente en los cuentos a pesar de haber sufrido diversas transformaciones para adaptarlos al gran público, está poco presente en las obras de Madame de Murat. Solo cuatro cuentos: Le Roi Porc (El Rey Cerdo), Le Sauvage (El salvaje), Le Turbot (El Rodaballo) y Le Père et ses quatre fils (El padre y sus cuatro hijos), pueden vincularse con la tradición de los “cuentos tipo” del sistema de clasificación Aarne-Thompson-Uther, aunque los elementos folclóricos ocupan un lugar muy secundario. Se trata esencialmente de hacer referencia a una tradición de autores de textos antiguos como Las Noches agradables (Piacevoli notti, 1555) de Giovanni Francesco Straparola o El Pentamerón (Lo cunto de li cunti overo lo trattenemiento de peccerille) de Giambattista Basile, para desmarcare de ellos.
El resto de sus cuentos son todos de su invención.

#### Los relatos maravillosos conocidos de la literatura
La imaginación de la condesa de Murat se ve estimulada por las referencias literarias de su época.
El universo mitológico que se invoca en todas las artes (pintura, escultura, arquitectura, tragedias líricas…) bajo el reino de Luis XIV es una importante fuente de inspiración y algunas figuras son a veces incluso impulsoras del relato: el dios Céfiro, el río Pactolo…
El universo medieval y épico, inspirado en la novela caballeresca Amadís de Gaula (1508) de Garci Rodríguez de Montalvo (en la famosa traducción de Nicolas Herberav des Essarts) o en poemas épicos tales como Orlando Furioso (1516) de Ludovico Ariosto o Jerusalén liberada (1581) de Torquato Tasso, se emplea incluso como escenario de enfrentamientos entre hadas. 
La gran posteridad de La Astrea de Honoré d’Urfé y la moda de la poesía pastoral que ha derivado de ella durante medio siglo, sembraron también probablemente en Madame de Murat el gusto por los marcos agrestes irreales ya que, a menudo, los lugares campestres son apelados para inmortalizar un momento privilegiado de soledad, de tranquilidad o de melancolía, en el que los personajes se encuentran con las hadas. A este registro pastoral tan apreciado de la alta sociedad, la condesa mezcla un lujo, una galantería y una magia que seducirán al lector.

#### La tradición preciosa
En la obra de Henriette-Julie de Castelnau de Murat encontramos los temas y el enfoque literario de las obras centrales del movimiento tales como las “novelas río” Clélie, histoire romaine (Clélie, historia romana) (1660) de Madeleine de Scudéry y La Princesa de Clèves de Madame de La Fayette, la novela epistolar Le Portefeuille (El portafolio) de Marie-Catherine de Villedieu o las novelas cortas históricas del estilo de La Princesse de Montpesnier (La Princesa de Montpesnier) de Madame de La Fayette. De hecho, la condesa concede un peso importante al pensamiento, la elocuencia o la facundia, así como al debate sobre la jerarquía de valores.

#### La actualidad histórica y científica
El universo de Versalles y sus juegos de luz, sus cristales y espejos, fascinan a la condesa hasta el punto de evocarlo con precisión en los escenarios de los cuentos. El mismo Luis XIV es convocado en un pasaje hiperbólico que trata del destino de Francia: “Les Merveilles du règne de Luis le Grand” ("Las Maravillas del reino de Luis el Grande").
Del mismo modo, en materia científica, las alusiones a las ciencias ocultas para descifrar el futuro y conocer el destino son múltiples. En L’Île de la Magnificence (La Isla de la Magnificencia), Madame de Murat describe incluso un mundo absurdo en el que los hombres se reproducen mediante un método que hoy en día asimilaríamos a la clonación.

### Estilo y características de sus textos

#### Complejidad narrativa
Madame de Murat arrastra a menudo al lector hasta ejemplos sofisticados lejos de la simpleza manifiesta de los cuentos de Charles Perrault. Largos pasajes descriptivos interrumpen la narración y participan activamente en la inmersión en el universo de lo maravilloso y la idea de exuberancia. En ocasiones, se completa con narraciones enmarcadas a la manera de las grandes novelas sentimentales de la época. Jacques Barchilon llega incluso a hablar de “surcharge magico-précieuse” (sobrecarga mágico-preciosa).

#### Una manipulación de las particularidades del género del cuento maravilloso
Raymond Robert define tres puntos esenciales cuya presencia simultánea caracteriza lo que él denomina “l’écriture féerique” (la escritura mágica):
- Las garantías explícitas de la reparación de la fechoría inicial;
- La puesta en evidencia del destino ejemplar de la pareja heroica, que divide a los personajes en dos categorías opuestas;
- La instauración de un orden mágico exclusivo.[6]

Sin embargo, Henriette-Julie de Castelnau de Murat se dedica en sus cuentos a distorsionar o incluso invertir las características primarias del cuento maravilloso.
En primer lugar, no todos sus cuentos respetan la estructura clásica de la fechoría y su reparación. En Le Père et ses quatre fils (El Padre y sus cuatro hijos), la fechoría resulta no ser la que pensamos, ya que la liberación de la princesa de las garras de un dragón resulta ser una fechoría aún más grave: esta es dejada en manos de su padrastro el rey. Más audaz todavía, la reparación de la fechoría no siempre está asegurada, como en Peine Perdue (Pena Perdida) donde se confirma continuamente al lector no la reparación de la fechoría, sino su realización.
Es más, los personajes no están siempre claramente divididos entre héroes, oponentes y auxiliares, ya que algunos pueden evolucionar a lo largo del relato como en Le Prince des Feuilles (El Príncipe de las Hojas). Del mismo modo, la pareja heroica puede a veces no jugar más que un rol secundario en el cuento o ver su destino tambalearse hasta el último momento, siendo finalmente salvada tras muchos titubeos.

#### El amor, la fidelidad y el matrimonio: factores de unidad de su producción
El lector es golpeado por la abundancia de reflexiones sobre el amor que salpican el relato y se desmarcan de él: ¿Qué hace nacer el amor, hace que dure o que se apague? Los cuentos se convierten entonces en fragmentos de un discurso amoroso frecuentemente pesimista. Gracias al uso del presente de verdad general, de artículos o de pronombres indefinidos, estas reflexiones se formulan como máximas a la manera de François de La Rochefoucauld.   

## Obra
Henriette-Julie de Castelnau de Murat es autora de catorce cuentos de hadas terminados y de al menos cuatro novelas.

### Cuentos de hadas
Contes de fées (1697):
- Le Parfait Amour
- Anguillette
- Jeune et Belle

Les Nouveaux Contes de fées (1698):
- Le Palais de la vengeance
- Le Prince des feuilles
- Le Bonheur des moineaux, cuento en verso
- L'Heureuse Peine

Le Voyage de campagne (1699):
- Le Père et ses quatre fils

Histoires sublimes et allégoriques (1699):
- Le Roi Porc
- L'Île de la magnificence
- Le Sauvage
- Le Turbot

Journal pour Mademoiselle de Menou (1708):
- L'Aigle au beau bec
- La Fée princesse - Publicado en la recopilación Nouveaux contes de fées (1718) con el título de Le Buisson d'épines fleuries.

- Peine perdue
- L'Origine des hérissons
- Un cuento sin título inacabado.

### Novelas
- Le Dialogue des morts (1700)
- Histoire de la courtisane Rhodope (1708)
- Histoires galantes des habitants de Loches (1709)
- Les Lutins du château de Kernosy (1710)

## Obras en línea
- Contes de fées [archive], Paris, C. Barbin, 1698.